# Сурхай II
Сурхай II (кум. Сурхай шаухал Чопанны уланы; д/н — 1609) — володар Газікумуського шамхальства в 1589—1604 роках.

## Життєпис
Походив з Кумицької династії. Син газікумуського шамхала Чопана II. після смерті батька 1589 року отримав титул шамхала та володіння з областю навкого Газі-Кумуха. Разом з тим його брати Андій, Ільдар, Султан-Махмуд, Мухаммад також отримали чималі землі (відповідно до заповіту батька). В результаті шамхальство фактично розпалася на низку напівнезалежних володінь.
Невдовзі почалася боротьба з братами Андієм і гереєм, що стали претендувати на трон і титул шамхала. 1603 році Сурхай II звернувся по допомогу до московського царя Бориса I, визнавши його зверхність. Наслідком стала подальше ослаблення держави, оскільки інші брати стали зовсім незалежними.
Цією ситуацією вирішило скористатися Московське царство. У 1604 році московські воєводи Бутурлін та Плещеєв розпочали великий похід. Основу їх війська склали добірні загони стрільців (на кшталт гвардії). По прибуттю на Кавказ до них долучилися загони терських козаків, ногайців, кабардинського мурзи Сунчалея Янгличева і чечено-інгушські загони під орудою Батая Шихмурзіна. Водночас відправлено до Кахетії послів О.Татіщева і Л.Іванова, які повинні були сповістити царя Олександра II про похід, щоб той зі свого боку спрямував війська до Дагестану. В свою чергу шамхал Сурхай II втік угори, а московіти захопили Таркі, Ендірей і Теплі Води, заклали фортецю на Тузлукі та неподалік Таркі. Зрештою спротив загарбникам очолив брат шамхала — Султан-Махмуд.
Сам Сурхай II втік до аварського нуцала Ібрагіма II. Водночас його брат Андій оголосив себе шамхалом. Його підтримали московіти. 1605 року після перемоги шамхальського війська в Караманській битві фактично передав повноваження правителя синові Аділь-Герею. Помер 1609 року.